# 蓮未エリナ
蓮未 エリナ（はすみ えりな、本名：今岡 恵理奈、1989年7月27日 - ）は、日本の女性声優。兵庫県出身。2013年5月より、兵庫県香美町観光大使就任。

## 人物
大阪アニメーションカレッジ専門学校卒業。81プロデュースに所属していた。
日本酒や温泉、『相棒』などの刑事ドラマが好きなことから、自他ともに認める「おっさん系女子」であるが、中学卒業後から数年間寮生活を送っていたこともあり家事全般は得意である。趣味はお酒（特に日本酒と赤ワイン）、温泉、岩盤浴、カメラ、お絵描き、旅行。マイブームは登山、釣り、人狼ゲーム、ダーツ。

### 特撮
特撮（特に仮面ライダーシリーズ）が好きで、携帯の待ち受けやイヤホンジャック、ストラップなど全てライダー色に染まっている。昭和ライダー（特にアマゾンとスーパー1）にハマっていたが、平成ライダーも見るようになり電王とWにもハマっているらしい。

### 演劇
専門時代に舞台の勉強をしていたこともあり、小劇場をはじめとする様々なジャンルの舞台を度々観劇している。特にTEAM NACSの大ファンで、彼らの出演舞台はもちろん、『水曜どうでしょう』や『ハナタレナックス』などの番組も毎晩のように見ているため、台詞や会話台詞を所々完璧に覚えているらしい。

### 資格
在校中に国家試験を受験出来る高校に通っていたため、介護福祉士の国家資格とホームヘルパー1級の資格を所持している。また高校在校中に華道2級も取得している。専門学校では話し言葉検定2級とアナウンス検定2級も取得している。運転免許も取得済。

### 音楽活動
2012年7月に清生みさ（ミュージックバンカー）と趣味でユニットどらネコ本舗を組みライブなどで活躍していたが、同年12月より事務所に申請し本格的に活動開始。
2013年3月10日に1st Mini Album「人類どらネコ計画」をリリース。ニコ生、湘南ラジオに冠番組を持つ。

## 出演
太字はメインキャラクター。

### テレビアニメ
2011年
- メタルファイト ベイブレード 4D（少年A）

2012年
- クロスファイト ビーダマン（ビーダーA、ビーダーB、アスカ組1号、子供）
- メタルファイト ベイブレード ZEROG（女子アルバイト / バイトA、ブレーダーC、ブレーダーD）

2013年
- キルラキル（2013年 - 2014年、御倉浜舞夢、弓道部員、吹奏楽部員、大阪のおばちゃん、NB女性隊員）
- ステラ女学院高等科C3部（瀬戸みどり）
- ポケットモンスター ベストウイッシュ シーズン2 エピソードN（男子生徒、キマワリ、コアルヒー）

2014年
- 怪盗ジョーカー（子供A）
- ドラゴンコレクション（友達B）

2015年
- 境界のRINNE（2015年 - 2016年、女子B、十文字翼（少年時代）、主婦、マリ、美少女C、女子C、女子生徒A、だまし神D、通行人、店員、悪霊H、部員D、子供、カナの母、生徒B、小学生B、女子マネージャー、カップルの女性、女子生徒、女子A、アライグマ霊、売店の黒猫、女子霊B、死神女子B） - 2シリーズ
- ドラえもん（テレビ朝日版第2期）（子ども）
- 弱虫ペダル GRANDE ROAD（今泉の母）

### OVA
2011年
- 今日、恋をはじめます（女子生徒）
- ショコラの魔法（メグ）
- 進研ゼミ 中学講座付録DVD（女子生徒）

### 吹き替え
- 百年の花嫁（リエン）
- アンダー・ザ・ドーム（少女）
- オズ はじまりの戦い（少年）
- 恋するマンハッタン3（フィオナ）
- サニー 永遠の仲間たち（スジ）
- ザ・ミドル 〜中流家族のフツーの幸せ（店員）
- 美人ライターレーンの恋愛記事

### ドラマCD
- 死神は復讐を囁く（篠原蓮、レン）

### ラジオ
2013年
- レディオ湘南「どらじお！」「井上本舗！」
- ラジオNIKKEI「イケてるラジオ！」「ムズムズする街！射水へGO！」

ゲスト出演
- 調布FM「わくわくOhサンデー」
- 調布FM「ニャンだふるPLACE」
- レインボータウンFM「江東モーニング」

### モーションコミック
- ULTRAMAN（案内係、秘書）

### 携帯ゲーム
- 幻影のエクリプス（エウリオ、ジュード）
- ザクセスヘブン（陳梨花、サラ[3]）
- デスティニーレジェンズ（フィリス）

### ラジオドラマ
- 真・週刊コミックTV+ 神解きのレジスト（凪）
- 真・週刊コミックTV+ 恋の時間（マコ）
- 真・週刊コミックTV+ ピピンとピント（元木幸子）

### ラジオCM
- FM横浜「JAホームネット」（ナレーション）

### ライブ
- 81'-show-
  - 如月のライブ説〜くはストーリーで♪
  - 弥生のライブ説〜くはお祭りだ♪
  - 新緑のライブ説〜くはゆったりと♪
  - 梅雨時のライブ説〜くはしっとりと♪
  - 太田貴子バースデーLIVE
- ニャンだふるLIVE Vol.7
- ニャンだふるLIVE Vol.8
- Voice Actors Carnival Vol.1
- CLAP×CLAP
- ユニバーサルシティウォークライブ
- 馬路村納涼祭ライブ
- ごちゃまぜアカデミア〜秋の祭典〜

### その他
- マーメイドリカちゃん 付録DVD（男の子の人魚）